# Gudingwa
Gudingwa is een dorp in het district North-West in Botswana. De plaats telt 725 inwoners (2011).